# Thornhill (circonscription fédérale)
Pour les articles homonymes, voir Thornhill.
Circonscription électorale fédérale du Canada
Thornhill est une circonscription électorale fédérale et provinciale en Ontario (Canada).
La circonscription de la banlieue nord de Toronto est constituée des parties des villes de  Vaughan et de Markham.

Les circonscriptions limitrophes sont King—Vaughan, Richmond Hill, Markham—Thornhill, Willowdale, York-Centre et Humber River—Black Creek et Vaughan—Woodbridge.

## Circonscription fédérale
L'actuelle députée fédérale est la conservatrice Melissa Lantsman, élue lors des élections générales de 2021. Elle a succédé au vétéran Peter Kent, qui était le représentant de la circonscription depuis l'élection générale de 2008.

### Résultats électoraux
|       | Candidat                 | Parti                     | # de voix | % des voix |
|       | (x) Peter Kent           | Conservateur              | +31 911,  | 58,56 %    |
|       | Nancy Coldham            | Libéral                   | +18 395,  | 33,76 %    |
|       | Lorne Cherry             | NPD                       | +02 814,  | 5,16 %     |
|       | Josh Rachlis             | Vert                      | +00627,   | 1,15 %     |
|       | Gene Balfour             | Parti libertarien         | +00587,   | 1,08 %     |
|       | Margeret Leigh Fairbairn | Parti des aînés du Canada | +00157,   | 0,29 %     |
| Total | Total                    | Total                     | 54 491    | 100 %      |

|       | Candidat        | Parti           | # de voix | % des voix |
|       | (x) Peter Kent  | Conservateur    | +36 629,  | 61,38 %    |
|       | Karen Mock      | Libéral         | +14 125,  | 23,67 %    |
|       | Simon Strelchik | NPD             | +07 141,  | 11,97 %    |
|       | Norbert Koehl   | Vert            | +01 562,  | 2,62 %     |
|       | Liz White       | Animal Alliance | +00215,   | 0,36 %     |
| Total | Total           | Total           | 59 672    | 100 %      |

|       | Candidat        | Parti        | # de voix | % des voix |
|       | Peter Kent      | Conservateur | +26 660,  | 49,01 %    |
|       | (x) Susan Kadis | Libéral      | +21 448,  | 39,43 %    |
|       | Simon Strelchik | NPD          | +03 601,  | 6,62 %     |
|       | Norbert Koehl   | Vert         | +02 686,  | 4,94 %     |
| Total | Total           | Total        | 54 395    | 100 %      |

|       | Candidat        | Parti        | # de voix | % des voix |
|       | Anthony Reale   | Conservateur | 19 005    | 33,71 %    |
|       | (x) Susan Kadis | Libéral      | 29 934    | 53,1 %     |
|       | Simon Strelchik | NPD          | 4 405     | 7,81 %     |
|       | Lloyd Helferty  | Vert         | 1 934     | 3,43 %     |
|       | Mark Abramowitz | Progressiste | 1 094     | 1,94 %     |
| Total | Total           | Total        | 56 372    | 100 %      |

|       | Candidat           | Parti        | # de voix | % des voix |
|       | Josh Cooper        | Conservateur | 18 125    | 34,46 %    |
|       | Susan Kadis        | Libéral      | 28 709    | 54,58 %    |
|       | Rick Morelli       | NPD          | 3 671     | 6,98 %     |
|       | Lloyd Helferty     | Vert         | 1 622     | 3,08 %     |
|       | Benjamin Fitzerman | Indépendant  | 241       | 0,46 %     |
|       | Simion Iron        | Indépendant  | 233       | 0,44 %     |
| Total | Total              | Total        | 52 601    | 100 %      |

|                          | Nom                      | Parti politique          | Voix   | %       | Majorité |
| ------------------------ | ------------------------ | ------------------------ | ------ | ------- | -------- |
|                          | Elinor Caplan            | Libéral                  | 27 152 | 64,59 % | 20 509   |
|                          | Robert Goldin            | Alliance canadienne      | 6 643  | 15,8 %  |          |
|                          | Lou Watson               | P.-C.                    | 6 338  | 15,08 % |          |
|                          | Nathan Rotman            | NPD                      | 1 653  | 3,93 %  |          |
|                          | Art Jaszczyk (sortant)   | Action canadienne        | 254    | 0,6 %   |          |
| Total des votes valides  | Total des votes valides  | Total des votes valides  | 42 040 | 99,53 % |          |
| Total des votes rejetés  | Total des votes rejetés  | Total des votes rejetés  | 200    | 0,47 %  |          |
| Total des votes exprimés | Total des votes exprimés | Total des votes exprimés | 42 240 | 57,25 % |          |
| Électeurs inscrits       | Électeurs inscrits       | Électeurs inscrits       | 73 783 |         |          |

|                          | Nom                      | Parti politique          | Voix   | %       | Majorité |
| ------------------------ | ------------------------ | ------------------------ | ------ | ------- | -------- |
|                          | Elinor Caplan            | Libéral                  | 25 747 | 59 %    | 14 230   |
|                          | Bill Fisch               | P.-C.                    | 11 517 | 26,39 % |          |
|                          | Aurel David              | Réformiste               | 3 441  | 7,89 %  |          |
|                          | Helen Breslauer          | NPD                      | 2 008  | 4,6 %   |          |
|                          | Rick Levine              | Indépendant              | 303    | 0,69 %  |          |
|                          | Linda Martin             | Loi naturelle (en)       | 261    | 0,6 %   |          |
|                          | Sid Soban                | Indépendant              | 238    | 0,55 %  |          |
|                          | Shel Bergson (sortant)   | Indépendant              | 124    | 0,28 %  |          |
| Total des votes valides  | Total des votes valides  | Total des votes valides  | 43 639 | 99,27 % |          |
| Total des votes rejetés  | Total des votes rejetés  | Total des votes rejetés  | 322    | 0,73 %  |          |
| Total des votes exprimés | Total des votes exprimés | Total des votes exprimés | 43 961 | 67,25 % |          |
| Électeurs inscrits       | Électeurs inscrits       | Électeurs inscrits       | 65 372 |         |          |

### Historique
La circonscription de Thornhill a été créée en 1996 à partir de Markham—Whitchurch—Stouffville et de York-Nord.
| Législature                                                   | Années       | Député           | Député        | Parti        |
| ------------------------------------------------------------- | ------------ | ---------------- | ------------- | ------------ |
| Tornhill issue de Markham—Whitchurch—Stouffville et York-Nord |              |                  |               |              |
| 36e                                                           | 1997–2000    |                  | Elinor Caplan | Libéral      |
| 37e                                                           | 2000–2004    |                  | Elinor Caplan | Libéral      |
| 38e                                                           | 2004–2006    | Susan Kadis      |               | Libéral      |
| 39e                                                           | 2006–2008    | Susan Kadis      |               | Libéral      |
| 40e                                                           | 2008–2011    |                  | Peter Kent    | Conservateur |
| 41e                                                           | 2011–2015    |                  | Peter Kent    | Conservateur |
| 42e                                                           | 2015–2019    |                  | Peter Kent    | Conservateur |
| 43e                                                           | 2019–2021    |                  | Peter Kent    | Conservateur |
| 44e                                                           | 2021–Présent | Melissa Lantsman |               | Conservateur |

## Circonscription provinciale
Depuis les élections provinciales ontariennes du 4 octobre 2007, l'ensemble des circonscriptions provinciales et des circonscriptions fédérales sont identiques.
1. ↑  Élections Canada, « Résultats Élection fédérale canadienne de 2021 », sur enr.elections.ca (consulté le 19 février 2022).
2. ↑  Élections Canada, « Résultats Élection fédérale canadienne de 2019 », sur enr.elections.ca (consulté le 4 novembre 2019).
3. ↑  Élections Canada.